# Aéroport international Traian-Vuia
Pour les articles homonymes, voir Vuia.
L'aéroport international Traian-Vuia de Timișoara (en roumain : Aeroportul Internațional Traian Vuia) (code IATA : TSR • code OACI : LRTR) dessert la ville de Timișoara, tout comme la région sud-ouest de la Roumanie, soit la région du Banat. Il est le troisième aéroport roumain quant au trafic de passagers, devancé par l'aéroport de Bucarest-Henri-Coandă et l'aéroport international de Cluj-Napoca. En cas de force majeure, il remplace les aéroports de Bucarest, de Belgrade et de Budapest. Il est baptisé en hommage à Traian Vuia, un des pionniers de l'aviation, né dans le județ de Timiș.

## Situation
| \| 50 km1:1 922 000 \| Bacău Baia Mare-Maramureș Brașov Bucarest-Aurel-Vlaicu Bucarest-Henri-Coandă Cluj-Napoca Constanța Iași Sibiu Târgu Mureș Timișoara Arad Craiova Oradea Satu Mare Suceava |
| 50 km1:1 922 000 |

## Compagnies et destinations
| Compagnies | Destinations |
| ---------- | --- |
| AirConnect | Constanța-M. Kogălniceanu |
| Eurowings  | En saison: Stuttgart |
| HiSky      | Bucarest-H. Coandă |
| Lufthansa  | Francfort, Munich-F. J. Strauß |
| Tarom      | Bucarest-H. Coandă En saison charter : Antalya, Hurghada, Skiathos-A. Papadiamándis |
| Wizz Air   | - Barcelone-El Prat, - Bari-Karol Wojtyła, - Bergame-Orio al Serio, - Bologne-Borgo Panigale, - Charleroi Bruxelles-Sud, - Dortmund, - Francfort-Hahn, - Karlsruhe/Baden-Baden, - Londres-Luton, - Madrid-Barajas, - Memmingen, - Paris-Beauvais, - Rome Léonard-de-Vinci/Fiumicino, - Trévise-Sant'Angelo, - Valence En saison: Zante D.-Solomós |

Actualisé le 14/04/2023

## Statistiques
Pour des raisons techniques, il est temporairement impossible d'afficher le graphique qui aurait dû être présenté ici.

Voir la requête brute et les sources sur Wikidata.
| Année          | Passagers | Évolution-Trafic | Mouvements | Évolution-Mouvements |
| -------------- | --------- | ---------------- | ---------- | -------------------- |
| 2005           | 611 705   | -                | 22 716     | -                    |
| 2006           | 753 934   | 23,3 %           | 24 817     | 9,2 %                |
| 2007           | 836 574   | 6,7 %            | 25 379     | 2,2 %                |
| 2008           | 890 704   | 6,4 %            | 24 768     | 2,4 %                |
| 2009           | 973 873   | 9,3 %            | 24 815     | 0,1 %                |
| 2010           | 1 138 431 | 16,8 %           | 25 807     | 3,9 %                |
| 2011           | 1 202 925 | 5,6 %            | 23 214     | 10,1 %               |
| 2012           | 1 039 109 | 13,7 %           | 18 522     | 20,3 %               |
| 2013           | 757 096   | 27,2 %           | 11 929     | 35,6 %               |
| 2014           | 738 191   | 2,8 %            | 10 293     | 13,7 %               |
| 2015           | 924 459   | 25,6 %           | 11 661     | 13,3 %               |
| 2016           | 1 161 482 | 25,3 %           | 14 222     | 22 %                 |
| 2017 (juillet) | 925 257   | 62 %             | 10 031     | 39,1 %               |